# Pound Puppies
Pound Puppies è una serie animata statunitense-canadese trasmessa dal 2010 sulla rete televisiva The Hub (precedentemente Hub Network, oggi Discovery Family) prodotta da Hasbro Studios e basata sull'omonima linea di giocattoli. Si tratta del secondo adattamento animato del marchio Pound Puppies dopo la serie Gli amici Cercafamiglia degli anni '80.
In Italia viene trasmessa dall'8 ottobre 2012 su Cartoonito (st. 1-2)  e su Boomerang (st. 3).

## Trama
I Pound Puppies sono un gruppo di cani che trascorrono la maggior parte del tempo al Recinto 17, un canile diretto dall'irascibile Leonard MacLeish. Insieme a un gruppo di scoiattoli lavorano sotto al canile per trovare un padrone ai cuccioli, sostituendosi in tal modo al direttore che non fa nulla per loro.
I Pound Puppies si basano sul motto "Un cucciolo per ogni persona e una persona per ogni cucciolo". I cani sono mostrati come animali senzienti, molto più saggi degli umani. Diversi episodi hanno dimostrato che ci sono più unità di Pound Puppies in tutto il mondo.
Vi è anche un'organizzazione molto simile alla loro, I "Kennel Kitten", gruppo di gatti che vivono al Rifugio Valle Felice che cercano, anche loro, di trovare una famiglia per ogni gattino randagio: con i Pound Puppies c'è spesso una sana rivalità anche se a volte i due gruppi collaborano per il bene dei cuccioli e dei loro padroni.
Ogni volta che trovano il padrone perfetto ai cuccioli, prima di lasciarli nella loro nuova casa danno al cucciolo, come regalo d'addio, una medaglietta a forma di cuccia simbolo dei Pound Puppies e infine gli citano il motto: "Chi diventa un Pound Puppies, lo rimane per sempre".

## Episodi
| Stagione         | Episodi | Prima TV originale | Prima TV Italia |
| ---------------- | ------- | ------------------ | --------------- |
| Prima stagione   | 26      | 2010-2012          | 2012            |
| Seconda stagione | 13      | 2012               | 2013            |
| Terza stagione   | 26      | 2013               | 2014            |

## Personaggi

### Pound Puppies (personaggi principali)
Lucky
È il cane capo dell'associazione Pound Puppies, il protagonista della serie. è un meticcio mix pastore tedesco\scottish terrier\golden retriever di media statura, con pancia, zampe e muso beige, mentre il resto del corpo grigio che tende al viola. È gentile e intelligente e viene obbedito senza discutere. Non crede alla fortuna, nonostante il suo nome. Lucky ha dimostrato anche i suoi difetti, per esempio nell'episodio "Il cane da slitta". Va d'accordo con tutti tranne che con i coyote e i gatti. Ha una cotta segreta per Cookie e confessa il suo segreto solo a Strudel nell'episodio "Fang, il coyote". Secondo i peluche che vendono nel Regno Unito e negli Stati Uniti d'America, il suo cognome sarebbe Smarts. È stato adottato dalla bambina frenetica Dot a cui le ha svelato il segreto dei cani che parlano nell'episodio "Lucky viene adottato". Ha paura dei tori e dei ragni.
È doppiato da Eric McCormack (inglese), Federico Zanandrea (italiano).
Cookie
Una femmina di boxer che si fa valere mostrando i denti. Nonostante questo è gentile ed intelligente. È il braccio destro di Lucky e, per questo, non vuole rivelargli i sentimenti che prova nei suoi confronti per non rovinare la sua reputazione. Confessa però il suo segreto a Dolly nell'episodio "Il generale". In un episodio si innamora di un coyote e decide di vivere con lui, però in seguito cambia idea e torna al canile. Non vuole che nessuno le tocchi il ventre. Nell'episodio "Istinto Materno" si affeziona a Cupcake perché le ricorda lei da piccola e alla fine va a vivere con la sua famiglia. Secondo i peluche venduti, il suo cognome sarebbe Sugar.
È doppiata da Yvette Nicole Brown (inglese), Dania Cericola (italiano).
Strudel
Un intelligente bassotto che, grazie alle sue invenzioni, aiuta i cani a trovare un padrone. Ha come assistenti due scoiattoli di cui uno il nome è Mr. Nut-Nut ed è molto affezionata a loro.
È doppiata da Alanna Ubach (inglese), Simona Biasetti (italiano).
Niblet
Un bobtail enorme, goffo, non molto intelligente ma di buon cuore, è il classico "gigante buono". Scoppia in lacrime quando è in difficoltà. Color grigio chiaro e scuro, ama il cibo, soprattutto il burro d'arachidi. Ha una sorella minore di nome Rebound.
È doppiato da John DiMaggio (inglese), Luca Bottale (italiano).
Squirt
Un chihuahua giallo, sempre pieno di energie e molto irascibile, è il miglior amico di Niblet. È nato a Hoboken, nel New Jersey. Poiché è il più piccolo della squadra per portare a termine determinate missioni indossa stravaganti costumi tra cui uno da gatto, uno da opossum ecc. È in grado di fare tutto quello che vuoi... in cambio di qualcosa: è un negoziatore astuto.
È doppiato da Michael Rapaport (inglese), Matteo Zanotti (italiano).
Rebound
Un cucciolo di bobtail iperattivo, loquace, un po' logorroica, energica, molto fedele. È la sorellina di Niblet e ama molto giocare. La sua padrona è Agatha McLeish, la madre di Leonard McLeish. È un membro del Club Super Segreto dei Cuccioli.
È doppiata da Brooke Goldner (inglese), Jasmine Laurenti (italiano).
Cupcake
Figlia adottiva di Cookie, è la migliore amica di Rebound. Loro due, insieme ad un altro cucciolo, formano il Club Super Segreto dei Cuccioli. È un mix boxer\labrador. Intelligente, molto dolce, avventurosa e divertente.
È doppiata da Cree Summer (inglese), Annalisa Usai (italiano).
Patches
Cucciolo di dalmata desideroso di aiutare i Pound Puppies e per questo inventa il Club Super Segreto dei Cuccioli di cui è il leader. Molte volte si mette nei guai ed è molto sarcastico.
È doppiato da Jessica Di Cicco (inglese), Benedetta Ponticelli (italiano).

### Umani
Leonard McLeish
È il proprietario del canile ma odia il suo lavoro. Vorrebbe essere importante come il fratellastro, sindaco della città, che chiede spesso il suo aiuto anche se i nipotini gli mettono i bastoni fra le ruote. Dice di non amare i cani ma in realtà in un certo senso gli piacciono. Infatti, nell'episodio "La Vigilia Di Natale", gli è stato donato un randagio mix labrador\segugio color cioccolato di nome Ralph. Sua madre è Agatha.
È doppiato da René Auberjonois (inglese), Mario Scarabelli (italiano).
Olaf Hugglesworth
Il goffo assistente di McLeish, ama molto i cani. È responsabile dei nuovi arrivi di cuccioli e delle loro adozioni. È compassionevole e cordiale. Vive con Gertrude, la bibliotecaria, come mostrato nell'episodio "Olaf Innamorato".
È doppiato da M. Emmet Walsh (inglese), Riccardo Rovatti (italiano).
Agatha McLeish
Madre di McLeish. Prima di incontrare Rebound odiava i cani. È un po' brusca con suo figlio Leonard ma stravede per Rebound.
È doppiata da Betty White (inglese), Caterina Rochira (italiano).
Milton Feltwaddle
Un crudele uomo d'affari che vuole diventare il più grande accalappiacani della storia e cerca sempre di cambiare il Recinto 17 a modo suo, ma viene sconfitto e poi licenziato da Olaf. È apparso solo nelle puntate "Il robot amico che abbaia" e "McLeish la bestia".
È doppiato da Jim Parsons (inglese), Claudio Moneta (italiano).
Jerry
Sindaco della città e cognato di McLeish. Viene spesso al canile per chiedere l'aiuto del cognato anche se non gli dà molta fiducia. Nonostante finga di amare le persone, in realtà gli interessano solo i loro voti.
È doppiato da Dabney Coleman (inglese, stag. 1), John Larroquette (inglese, stag. 2), Cesare Rasini (italiano).
Dot
Un'energica ragazzina con i capelli arancioni che diviene la padroncina di Lucky nell'ultimo episodio della prima stagione "Lucky viene adottato".
È doppiata da Grey DeLisle (inglese), Serena Clerici (italiano).
Ketchum
È l'addetto agli animali che si occupa di consegnare al Recinto 17 tutti i cani che egli cattura per le strade della città, ma Olaf lo sconfigge e lo licenzia in tronco. Compare in diversi episodi.
Julius
Un addestratore di cani molto famoso che viene contattato da Agatha McLeish per far esibire Rebound ad una mostra canina. È molto brusco e rigido e, a causa della violenza sugli animali, viene sconfitto e poi licenziato in tronco da Agatha stessa. Compare per la prima volta nell'episodio "La mostra canina" ed appare anche in un cameo negli episodi "Il Ruff Ruff Club" e "Chief va alla Casa Bianca".
È doppiato da George Takei (inglese), Oliviero Corbetta (italiano).

### Personaggi secondari
- Dolly - Barboncina dal manto rosa a capo dell'associazione dei Pound Puppies. È doppiata da E.G.Daily (inglese), Donatella Fanfani (italiano).
- Ace - Capo dell'associazione dei gatti, alter ego di Lucky. È molto intelligente e va d'accordo con il suo alter ego. Ama i cuccioli. È doppiato da Eric McCormack (inglese), Claudio Moneta (italiano).
- Bingo - Un alano responsabile dell'associazione al recinto 55.
- Freddie - Un cucciolo di cane dall'aspetto orribile che ha avuto grossi problemi per l'adozione. Inizialmente pensa che il problema sia la sfortuna ma quando capisce che il problema è il suo aspetto che nessuno ha il coraggio di dirglielo pensa che non trovare mai un padrone, viene adottato dai figli del sindaco Jerry come come lui nessuno voleva stare con loro perché considerati fastidiosi.
- Tabù - Un cucciolo di cane che crede di portare sfortuna ma alla fine scoprirà che in realtà i guai che causava erano tutta opera di un branco di gatti. Appare anche in un cameo nell'episodio "Il pappagallo" e nel finale della seconda stagione.
- Pepper - Una cucciola che cerca di diventare un cane poliziotto. Compare per la prima volta nella prima stagione ed appare anche in un cameo nell'episodio finale della seconda. Riappare poi nell'episodio della terza stagione "Il club dei cuccioli".
- Brutus - Rivale di Squirt ed antagonista dell'episodio "Zipper, il cane recupera frisbee". Alla fine riesce a redimersi.
- Camelia - Una cucciola amata da tutti i cittadini.
- Ralph - Un Labrador Retriever dal colore marrone cioccolato dalla personalità pigra e poco emotiva. Appare per la prima volta nel finale della seconda stagione in cui diventa l'animale domestico di McLeish. Appare anche negli episodi della terza stagione "Voci misteriose" e "L'incorreggibile Ralph".